# Tresnuraghes
Tresnuraghes é uma comuna italiana da região da Sardenha, província de Oristano, com cerca de 1.289 habitantes. Estende-se por uma área de 31 km², tendo uma densidade populacional de 42 hab/km². Faz fronteira com Cuglieri, Flussio (NU), Magomadas (NU), Sennariolo.